# Charles Nicholas
Charles Nicholas est un nom de plume utilisé par plusieurs artistes ayant dessiné les aventures de Blue Beetle. Le premier est Charles Wojtkoski, probablement le créateur du personnage, le second est Charles Nicholas Cuidera, qui est aussi parfois présenté comme le créateur du Beetle, enfin le troisième est Jack Kirby qui pendant quelque temps reprit le personnage.

## Charles Wojtkoski
Né le 6 décembre 1921, Charles Wojtkoski crée le personnage alors qu'il n'a que 18 ans. Il accepte de vendre les droits à la maison d'édition Fox Comics avant son incorporation dans l'armée américaine lors de la Seconde Guerre mondiale. Une fois libéré de ses obligations militaires, il travaille pour Charlton Comics souvent avec Vince Alascia sur des comics de tout genre. Après 1976, il travaille pour le magazine Cracked, dessine le comic strip de Hulk. Il meurt le 21 juin 1985.

## Chuck Cuidera
Né en 1915 à Newark dans le New Jersey, Chuck Cuidera suit des études à la Pratt Institute. Il travaille à partir de 1939 pour Fox Comics où il dessine les aventures de Blue Beetle. Il est possible qu'il soit le créateur du personnage mais les sources sur ce point ne sont pas concordantes. En 1942, il travaille pour Quality Comics en tant qu'assistant sur le comics Le Spirit de Will Eisner et participe à la création de Blackhawk mais il doit quitter son emploi pour servir dans l'armée durant la Seconde Guerre mondiale. Le comics est alors repris par Reed Crandall. De retour à la vie civile, il reprend son emploi chez Quality et encre Blackhawk. Il est ensuite directeur artistique dans cette maison d'édition. Lorsque DC Comics rachète Quality, il travaille pour cet éditeur toujours sur Blackhawk mais aussi sur Hawkman et quelques autres personnages. En 1970, il quitte le monde des comics. il meurt le 25 août 2001.